# ویلفرید لوئیس
ویلفرید لوئیس (انگلیسی: Wilfried Louis؛ زادهٔ ۲۵ اکتبر ۱۹۴۹) بازیکن فوتبال اهل هائیتی بود.
وی همچنین در تیم ملی فوتبال هائیتی بازی کرده‌است.